# 阿马蒂亚·森
阿馬蒂亞·庫馬爾·森，CH（又譯為沈恩，1933年11月3日—）以对福利经济学的贡献，获得诺贝尔经济学奖（1998年），后获得印度政府颁发印度國寶勳章（1999年）。阿马蒂亚·森出生在英屬印度孟加拉管辖区桑蒂尼蓋登，其家庭來自東孟加拉（今孟加拉国）。1959年在剑桥大学三一学院获得博士学位，并于四年以后回到印度，曾在加尔各答、德里任教。1971年他再次回到英国，并于牛津执教。1988年森应聘于哈佛大学担任经济学与哲学教授。1998年，他回到剑桥大学任三一学院院长。

## 学术
阿马蒂亚·森的突出贡献表现在五个领域内，分别是
1. 社会选择理论
2. 个人自由与帕累托最適的关系
3. 福利和贫困指数衡量
4. 饥荒问题與权利分配不均的關係
5. 伦理问题等
6. 能力進路

不仅如此，由于对社会底层人民与道德的关切，他被誉为“经济学良心的肩负者”。

### 社会选择理论的研究与拓展
森的贡献在于两方面，一是多数原则问题，二是对效用不可比的批评。森认识到，对于多数原则来说，重要的不是对所有可能的社会结果进行完备的排序，而是找到一个多数人认为最好的结果，在这个基础上，森找到了使多数原则运作的充分必要条件。另一方面，个人效用不可比是西方个人主义思潮下天经地义的事，也是阿罗不可能定理的基础。

### 个人自由与帕累托最优的关系问题
帕累托最优是经济学家衡量社会效率最常用的方法。但这一原则对个人自由保持沉默，事实上，福利经济学第一定理说，个人和企业基于个人效用和利润最大化的选择结果一定是帕累托最优的。福利经济学第二定理则说，当社会初始资源进行再分配时，任何一个帕累托最优状态都可以由市场中个人的最大化行为达到。因此，帕累托最优与个人自由是完全相容的。森试图证明的是，假設个人对偏好不受任何限制，个人自由与帕累托最优是不相容的，帕累托原则剥夺了存在私人空间的可能性。森定义的自由原则是，对社会中的每一个人来说，如果他认为X比Y好，社会也应该认为X比Y好，反之亦然。比如，张三想趴着而不是躺着睡觉，社会应该认可他的选择。森证明，在个人偏好不受任何限制的条件下，这种个人自由与帕累托最优使得社会选择无法得出最优的结果，只能得到一个循环。森在这个问题上受到的挑战最多，他的自由原则不是我们所公认的自由原则。我们通常所说的个人自由是指在一定范围内个人有选择自己的思想或行动，而不受社会阻挠的自由，这并不意味着社会一定要赞同个人的思想或行动。如果采用这一定义，则个人自由与帕累托最优不再冲突。

### 贫困指数、福利指数及福利比较
道德是贫困指数的研究。一般，人们用处于贫困指数线以下的人口占总人口的百分比来徇一国的贫困程度。但是，这个简单的贫困指数忽略了很多问题，比如，贫困人口的收入距贫困线的距离，由穷人向富人的收入转移，收入在贫困线以下的人口中的分配等等。森设计了一个唯一能反映上述情况的简单的贫困指数，将贫困人口的数量、收入及收入分布结合在一起，全面反映一国的贫困程度。用公式表示为：
{\displaystyle P=H[I+(1-I)G]}
P——贫困指数
H——贫困人口的百分比
I——贫困人口收入差距的总和（即贫困人口的收入距贫困线的差距的总和除以贫困线），即贫困距，0<I<1
G——贫困人口的基尼系数
森对一个国家的福利也给出了相似的指数。他参加了联合国人类发展指数的编制，这已经成为指导国际机构的一个重要文献。

### 饥荒问题與權利分配不均的關係
森考察了近代几次大饥荒，提出饥荒並不完全是由于食品短缺造成，而更可能是由于权利分配不均造成。这些权利包括四个方面：
1. 第一是以自己所拥有的物品交换食物的交换权，
2. 第二是以自己或雇佣的资源进行生产换取食物的生产权，
3. 第三是以自身劳动换取工资以获得食物的劳动权，
4. 第四是继承权，或获取他人，包括政府的赠予。

前三个是基于市场的权利，可统称为交换性权利。森强调交换性权利突然减少对社会底层人民的打击。

### 饥荒问题與民主的關係
森在1982年發表的文章提出一個著名觀點：人類饑荒史的一個重要事實是，沒有一次大饑荒是發生在有民主政府和出版自由的國家。饑荒發生在古代的王國，發生在當代的專制社會，發生在原始部落，發生在現代技術官僚獨裁的國家，發生在帝國主義者統治的殖民地經濟，發生在專制統治或一黨專制的新興獨立國家。但是，在那些獨立的，實行定期選舉的，有反對黨發出批評聲音的，允許報紙自由報導的和能夠對政府決策的正確性提出質疑的，沒有實行書報檢查的國家，從來沒有一個發生過饑荒。
但是Plümper 與 Neumayer 教授研究此觀點，比較不同國家資料後指出，民主政府也可能饑荒餓死人，其比例比威權政體要低。

### 伦理问题
也许是由于森出生在印度这样一个贫富差距极大的国度和他幼年时经历的大饥荒，森对于道德、伦理的关怀始终贯穿他的学术生涯。森指出，伦理与经济学并不矛盾，道德在每个人的行为里都起了很大作用，每个人都不可能脱离社会的约束来进行自己的选择。森以囚徒困境为例进行了深入的阐述。两个囚徒在互不信任的情况，分别采取不合作的策略，其结果比合作要差得多。囚徒困境被用来解释很多现象，比如过度放牧问题，但它解释不了为什么社会中会出现合作。经济学家通过无限次重复博弈找到了囚徒博弈中产生合作的条件。森却指出了一个更直接的条件，即博弈双方互相信任，从而得到一个合作的结果。达到这种信任的一个机制就是伦理教化，伦理常常意味着个人做出一定的牺牲，以保全社会整体的利益。

## 言论
阿马蒂亚·森用这样一个笑话抨击公众选择理论的荒谬：外地人问“请问到火车站怎么走？”“当然”，本地人一边说一边指向相反的方向，邮局正好在那里。“您能顺路帮我发封信吗？”“当然”，外地人一边回答，一边想着打开信封，看看里面有没有值得偷的东西。（－Linda McQuaig，All You Can Eat）
曾以實際性別比與基準值相比較，推算出1990年全球大約有一億名婦女，被人為消滅。

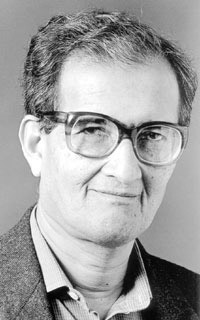
諾貝爾獎官方影像

英国广播公司（BBC）对他获得诺贝尔奖的报导的标题是：诺贝尔经济学奖授予对贫困和饥饿的研究 （页面存档备份，存于）
在他获得诺贝尔奖的新闻稿中这样说：“森在这方面最闻名的著作是他1981年发表的《贫困和饥饿：论权力和剥夺》。这里他批评了普遍认为贫困是由于食品短缺的观点。” （新闻稿:1998年纪念阿尔弗雷德·诺贝尔瑞典银行经济学奖 （页面存档备份，存于））
森以印度為例，中印比較之下，印度的窮人更缺乏生活保障，那是因為印度民主運作失靈，只有中上階層的少數人參與政治，這些人只關心自身階層的利益，而窮人參政不足。

## 外部連結
- 诺贝尔官方网站关于阿马蒂亚·库马尔·森自传 （页面存档备份，存于）